# Alastrué
Alastrué es una localidad española actualmente perteneciente al municipio de Boltaña, en la provincia de Huesca. Pertenece a la comarca del Sobrarbe, en la comunidad autónoma de Aragón.
Las casas han sabido aguantar el paso del tiempo, aunque algunas se encuentran en estado de ruina (generalmente parcial).